# Чернуха (Кстовский район)
Черну́ха — село в Кстовском районе Нижегородской области России. Административный центр Чернухинского сельсовета.На момент 22 мая 2025 года идет восстановление церкви 

## География
Село находится в центральной части Нижегородской области, в зоне хвойно-широколиственных лесов, на левом берегу реки Озёрка, на расстоянии приблизительно 9 км (по прямой) к югу от города Кстово, административного центра района. Абсолютная высота — 107 м над уровнем моря.
Климат
Климат характеризуется как умеренно континентальный, с коротким умеренно тёплым летом и холодной многоснежной зимой. Среднегодовая температура — 3,6 °C. Средняя температура воздуха самого тёплого месяца (июля) — 18,4 °C (абсолютный максимум — 39 °C); самого холодного (января) — −11,8 °C (абсолютный минимум — −40 °C). Среднегодовое количество атмосферных осадков составляет 500 мм, из которых 410 мм выпадает в период с апреля по октябрь. Устойчивый снежный покров устанавливается в третьей декаде ноября и держится около 154 дней.
Часовой пояс
Село Чернуха, как и вся Нижегородская область, находится в часовой зоне МСК (московское время). Смещение применяемого времени относительно UTC составляет +3:00.

## Население
| 2002 | 2010  |
| ---- | ----- |
| 1808 | ↗1811 |

Национальный состав
Согласно результатам переписи 2002 года, в национальной структуре населения русские составляли 95 %.

## Улицы
- пер. Дружный,
- ул. Новая,
- ул. Озёрная,
- ул. Троицкого,
- ул. Школьная.